# Keshia Baker
Keshia Baker (ur. 30 stycznia 1988) – amerykańska lekkoatletka specjalizująca się w biegach sprinterskich.
W 2011 znalazła się w składzie sztafety USA, która zdobyła w Daegu złoty medal mistrzostw świata w biegu rozstawnym 4 x 400 metrów. W 2012 była uczestniczką biegu sztafetowego 4 x 400 m podczas eliminacji igrzysk olimpijskich w Londynie. W finale sztafeta amerykańska wywalczyła złoto.
Rekordy życiowe w biegu na 400 metrów: stadion – 50,76 (16 maja 2010, Berkeley); hala – 51,63 (13 marca 2010, Fayetteville).